# Let Me Down Slowly
"Let Me Down Slowly" là một bài hát của nam ca sĩ người Mỹ Alec Benjamin. Phiên bản do Benjamin thể hiện là phiên bản đầu tiên của bài hát, được phát hành vào năm 2018 và nằm trong mixtape Narrated for You của nam ca sĩ. Đầu năm 2019, anh phát hành một phiên bản song ca của bài hát với nữ ca sĩ người Canada Alessia Cara. Billboard gọi bài hát là "một bản hit dễ bị tổn thương mang tính đột phá" của Benjamin.

## Bối cảnh
"Let Me Down Slowly" được đồng sáng tác bởi Benjamin cùng Michael Pollack và Sir Nolan. Ca khúc được sáng tác vào năm 2017, với nội dung nói về trải nghiệm của Benjamin với một người bạn gái cũ. Đây là một trong số những ca khúc mà hãng Atlantic Records đã nghe trước khi ký hợp đồng với anh. Bài hát được sản xuất bởi Sir Nolan và được sản xuất thêm bởi Aaron Z.

## Video âm nhạc
Video âm nhạc cho phiên bản hát đơn ra mắt vào ngày 4 tháng 6 năm 2018, và video cho phiên bản song ca ra mắt vào ngày 6 tháng 2 năm 2019. Sau đó, Benjamin và Cara đã thực hiện thêm một video cho phiên bản acoustic của bài hát. Hai tuần sau, hai nghệ sĩ ra mắt video này.

## Danh sách bài hát
- Tải kỹ thuật số — Phiên bản hát đơn[4]

1. "Let Me Down Slowly" – 2:49

- Tải kỹ thuật số — Phiên bản hợp tác với Alessia Cara[5]

1. "Let Me Down Slowly" (hợp tác với Alessia Cara) – 2:49

## Xếp hạng và chứng nhận
| Bảng xếp hạng (2018–20)                | Vị trí cao nhất |
| -------------------------------------- | --------------- |
| Úc (ARIA)                              | 56              |
| Áo (Ö3 Austria Top 40)                 | 47              |
| Bỉ (Ultratop 50 Flanders)              | 4               |
| Bỉ (Ultratop 50 Wallonia)              | 7               |
| Canada (Canadian Hot 100)              | 49              |
| Cộng hòa Séc (Rádio Top 100)           | 1               |
| Cộng hòa Séc (Singles Digitál Top 100) | 2               |
| Đan Mạch (Tracklisten)                 | 6               |
| Phần Lan (Suomen virallinen lista)     | 6               |
| Pháp (SNEP)                            | 16              |
| Đức (GfK)                              | 40              |
| Hungary (Stream Top 40)                | 17              |
| Ireland (IRMA)                         | 17              |
| Ý (FIMI)                               | 54              |
| Latvia (LAIPA)                         | 11              |
| Lithuania (AGATA)                      | 13              |
| Malaysia (RIM)                         | 17              |
| Hà Lan (Dutch Top 40)                  | 19              |
| Hà Lan (Single Top 100)                | 22              |
| New Zealand (Recorded Music NZ)        | 23              |
| Na Uy (VG-lista)                       | 6               |
| Bồ Đào Nha (AFP)                       | 12              |
| Rumani (Airplay 100)                   | 1               |
| Scotland (OCC)                         | 41              |
| Singapore (RIAS)                       | 30              |
| Slovakia (Singles Digitál Top 100)     | 19              |
| Slovenia (SloTop50)                    | 17              |
| Tây Ban Nha (PROMUSICAE)               | 94              |
| Thụy Điển (Sverigetopplistan)          | 38              |
| Thụy Sĩ (Schweizer Hitparade)          | 20              |
| Anh Quốc (OCC)                         | 31              |
| Hoa Kỳ Billboard Hot 100               | 79              |

| Bảng xếp hạng (2019)            | Vị trí |
| ------------------------------- | ------ |
| Áo (Ö3 Austria Top 40)          | 69     |
| Bỉ (Ultratop Flanders)          | 14     |
| Bỉ (Ultratop Wallonia)          | 23     |
| Canada (Canadian Hot 100)       | 98     |
| Đan Mạch (Tracklisten)          | 23     |
| Đức (Official German Charts)    | 55     |
| Latvia (LAIPA)                  | 25     |
| Hà Lan (Dutch Top 40)           | 76     |
| Hà Lan (Single Top 100)         | 60     |
| New Zealand (Recorded Music NZ) | 48     |
| Rumani (Airplay 100)            | 60     |
| Thụy Điển (Sverigetopplistan)   | 83     |
| Thụy Sĩ (Schweizer Hitparade)   | 21     |

| Quốc gia | Chứng nhận  | Số đơn vị/doanh số chứng nhận |
| --- | ----------- | ----------------------------- |
| Úc (ARIA) | 2× Bạch kim | 140.000‡                      |
| Áo (IFPI Áo) | Vàng        | 15.000‡                       |
| Bỉ (BEA) | Bạch kim    | 40.000‡                       |
| Brasil (Pro-Música Brasil) | 2× Bạch kim | 80.000‡                       |
| Canada (Music Canada) | Bạch kim    | 80.000‡                       |
| Pháp (SNEP) | Kim cương   | 333.333‡                      |
| Đức (BVMI) | Vàng        | 150.000‡                      |
| New Zealand (RMNZ) | Bạch kim    | 30.000‡                       |
| Ba Lan (ZPAV) | 2× Bạch kim | 40.000‡                       |
| Bồ Đào Nha (AFP) | Bạch kim    | 10.000‡                       |
| Thụy Sĩ (IFPI) | 2× Bạch kim | 40.000‡                       |
| Anh Quốc (BPI) | Vàng        | 400.000‡                      |
| Hoa Kỳ (RIAA) | 2× Bạch kim | 2.000.000‡                    |
| * Chứng nhận dựa theo doanh số tiêu thụ. ^ Chứng nhận dựa theo doanh số nhập hàng. ‡ Chứng nhận dựa theo doanh số tiêu thụ và phát trực tuyến. |             |                               |